# Samotny Jim
Samotny Jim (ang. Lonesome Jim) – amerykańska niezależna tragikomedia z 2005 roku.

## Obsada
- Casey Affleck – Jim
- Liv Tyler – Anika
- Kevin Corrigan – Tim
- Mary Kay Place – Sally
- Seymour Cassel – Don
- Rachel Strouse – Rachel
- Sarah Strouse – Sarah